# Dasyhelea hirtipes
Dasyhelea hirtipes är en tvåvingeart som först beskrevs av Jean-Jacques Kieffer 1917.  Dasyhelea hirtipes ingår i släktet Dasyhelea och familjen svidknott.
Artens utbredningsområde är Peru. Inga underarter finns listade i Catalogue of Life.